# Doncaster
Doncaster – miasto (city) w północnej Anglii (Wielka Brytania), w hrabstwie metropolitalnym South Yorkshire, w dystrykcie metropolitalnym Doncaster, nad rzeką Don. W 2011 roku liczyło 109 805 mieszkańców. Przez mieszkańców jest nazywane „Donny”. 
W pobliżu miasta znajduje się międzynarodowe lotnisko Robin Hood Airport Doncaster Sheffield. Centrum miasta od lotniska oddalone jest o około 15 minut drogi samochodem. W centrum miasta, w budynku sąsiadującym z dworcem kolejowym, znajduje się centrum handlowe Frenchgate, mieszczące na parterze dworzec autobusowy. Doncaster jest ważnym węzłem kolejowym ze stacją Doncaster. Znajdują się tu również zakłady produkcyjno-naprawcze dla kolei brytyjskich. Jest tu także tor do wyścigów konnych, tzw. Racecourse. Oprócz tego w Doncaster znajduje się kompleks wypoczynkowo-sportowy The Dome. Doncaster jest miastem przemysłowym, otoczonym dużą liczbą fabryk i dużych zakładów pracy. Klub piłkarski Doncaster Rovers FC występuje w III lidze angielskiej (Football League One).
W mieście rozwinął się przemysł kolejowy, chemiczny oraz szklarski.
W pobliżu miasta przebiegają autostrady M1, A1(M), M18 oraz M62.
Port Lotniczy Robin Hood Doncaster Sheffield został otwarty 28 kwietnia 2005. Lotnisko zostało stworzone po przebudowie dawnego Finningley RAF, które zamknięto w 1994. Lotnisko służy wielu celom dzięki pierwszemu właścicielowi Thomsonfly. Pierwszego dnia port lotniczy przyjął ponad 9000 pasażerów.

## Miasta partnerskie
- Dandong, Chiny
- Avion, Francja
- Herten, Niemcy
- Gliwice, Polska
- Wilmington, USA
- Salgótarján, Węgry
- Gelsenkirchen, Niemcy
- Olsztyn, Polska